# Ossessione fatale
Ossessione fatale è un film erotico italiano del 1991 diretto da Joe D'Amato. Gli attori protagonisti della pellicola sono Carmen Di Pietro e Jonathan Bertuccelli.

## Trama
Tony è un giovane uomo con una barba di tre giorni, simpatico ma dipendente dal gioco: in una partita a poker con Drumond, boss del quartiere, perde 10.000 dollari e ha 24 ore per saldare il debito. Per procurarsi tale somma, accetta di rubare su commissione un'auto di grossa cilindrata, trovandosi però costretto a sequestrare anche la giovane e provocante giornalista televisiva Liza Davis, proprietaria della vettura.
Tra i due scatta una passione irrefrenabile, consumata a casa di lei. Presto Liza ribalta la situazione a suo favore, narcotizzando Tony e lo ammanetta alla testiera del letto, rendendolo suo ostaggio. Completamente nudo e impossibilitato a fuggire, Tony ne diventa l'oggetto sessuale, che gli farà provare nuove e piacevoli esperienze sessuali che non potrà dimenticare, al punto da innamorarsi perdutamente, ricambiato, di Liza.